# CITE-FM
CITE-FM, mieux connu sous le nom de 107,3 Rouge (anciennement RockDétente 107,3 puis Rouge FM 107,3), est une station de radio québécoise située à Montréal appartenant à Bell Media, diffusant de la musique adulte contemporaine à la fréquence 107,3 MHz avec une puissance de 42 900 watts à partir du mont Royal.
Elle est à la tête du réseau Rouge FM qui comprend six stations à travers le Québec.
Voici la programmation pour la station du réseau Rouge FM a Montréal pour la saison 2025-2026.
Lundi-Jeudi
0h00 Rouge La Nuit
6h00 La Gang du Matin avec Marie-Josée Gauvin, Pierre-François Legendre et Patrice Bélanger 
9h00 Rouge au Travail avec Julie St-Pierre
12h00 Complètement Midi avec Pierre Hébert et Christine Morency 
13h00 Rouge au Travail avec Andrée-Anne Brunet
16h00 Véronique et les Fantastiques avec Véronique Cloutier et ses Collaborateurs 
18h00 La Compil IHeart avec Géraldine Lamarche 
19h30 Julie avec Julie St-Pierre
21h00 Fréquence Québec avec Kristine Bélanger
Vendredi 
0h00 Rouge la nuit 
6h00 La Gang du Matin avec Marie-Josée Gauvin, Pierre-François Legendre, Patrice Bélanger 
9h00 Rouge au Travail avec Julie St-Pierre 
12h00 Complètement Midi avec Pierre Hébert et Christine Morency 
13h00 Vos Hits du Weekend avec Denis Fortin
16h00 Un peu, Beaucoup, Passionnément avec Phil Roy et ses Collaborateurs 
18h00 En Mode Party avec Géraldine Lamarche 
19h30 Fréquence Québec avec Kristine Bélanger
Samedi 
0h00 Rouge la nuit
6h00 La Gang du Weekend avec Bérenice Tardif
9h00 La Compil IHeart WE avec Géraldine Lamarche et Denis Fortin
11h00 Vos Hits du Weekend avec Denis Fortin
16h00 En Mode Party avec Marc-Antoine Berthiaume et DJ Marco G.
19h30 Fréquence Québec avec Kristine Bélanger 
Dimanche 
0h00 Rouge la nuit 
6h00 La Gang du weekend avec Bérenice Tardif
9h00 Pop Pop Radio avec Marie-Josée Gauvin et Maxime Roberge 
11h00 Vos Hits du Weekend avec Denis Fortin
16h00 C't'encore le Weekend avec Andrée-Anne Brunet et Bryan Audet
19h00 Les Grands Slows avec Andrée-Anne Brunet 

## Historique
Le 28 juillet 1976, CKAC Ltée (une division de Télémédia) a obtenu une licence de diffusion pour une nouvelle station FM à Montréal. La fréquence proposée était 93,5 MHz avec une puissance de 59 000 watts, mais cette fréquence a été attribuée à CBC Radio. Le CRTC leur a demandé de prendre une autre fréquence. CITE-FM a finalement été lancé le 20 mai 1977 à la fréquence 107,3 MHz d'une puissance de 100 000 watts avec un format middle of the road (MOR). Les studios étaient situés dans les mêmes locaux que sa station-sœur CKAC et l'antenne était située sur le toit de l'Auberge Richelieu sur la rue Sherbrooke. Au lancement, la station comptait parmi ses animateurs Benoît Marleau (matin), Martine Rouzier (avant-midi), Pascal Rollin (soirée), René Homier-Roy (samedi matin), Jacques Morency (samedi soir), Marcel Saint-Germain (dimanche matin), Pierre Pascau et Yves Blouin (nouvelles), André Vézina et Alain Labelle.
Le 16 mai 1978, les compagnies Telmed Ltee, CKCV (Quebec) Ltee, CKAC Ltee, CHLT Radio Sherbrooke Ltee, Metro-Media Communications (1977) Ltee sont regroupés sous le nom de Telemedia Communications Inc., qui regroupe alors six stations AM et trois stations FM. En 1979 et 1980, CITE-FM a des problèmes auprès du CRTC concernant les objectifs de la politique de la radio FM. Le 15 août 1983, l'antenne de CITE-FM est déplacée sur le Mont Royal et la puissance est réduite à 44 400 watts, puis à 42 900 watts en 1986.
En 1990, les studios ont déménagé au 1411 Rue Peel, Suite 300. Anciennement appelée Radio-Cité, la station devient Cité Rock-Détente le 1er septembre 1990 et change son format pour adulte contemporain. Les stations CITF-FM de Québec et CIMF-FM de Gatineau, aussi propriétés de Télémédia et qui diffusaient le même format musical adoptent alors la marque RockDétente. L'animatrice Annie Lessard, qui débute en octobre, restera à la station jusqu'en 2009.
En 2002, Astral Media fait l'acquisition de Télémédia. Étant donné la concentration des médias, Astral a dù mettre CKAC en vente, ce qui sera chose faite en 2004 lorsque Corus Québec se porte acquéreur. Les studios de CITE-FM sont alors déménagés dans ceux de CKMF-FM au coin du Boulevard René-Lévesque et Avenue Papineau. Depuis la transaction, la station rivale CFGL-FM (Rythme FM) prend de l'avance dans les sondages BBM.
En 2004, Astral Media revampe le réseau RockDétente ainsi que ses logos. L'utilisation des lettres d'appel en ondes est abandonnée et la station se présente sous le nom de 107,3 Rock Détente.
Le 18 août 2011, le réseau RockDétente change de nom et devient Rouge FM. Mais dans le mois prochain, une rivale anglaise CFQR-FM a eu un changement de nom au 92.5 The Q au The Beat 92.5 avec un changement des lettres au CKBE-FM.
Le 16 mars 2012, Bell Canada (BCE) annonce son intention de faire l'acquisition d'Astral Média, incluant le réseau Rouge FM, pour 3,38 milliards de dollars. La transaction a été refusée par le CRTC. Bell Canada a alors déposé une nouvelle demande le 4 mars 2013, qui a été approuvée le 27 juin 2013.

### Identité visuelle (logo)

Logo de CITE-FM dans les années 1990.
Logo de CITE-Rock Détente jusqu'en 2004.
Logo de Rock Détente de 2004 au 18 août 2011.
Logo de Rouge FM depuis du 18 août 2011 à 2017
Logo depuis le 14 août 2017

## Animateurs du 107,3 Rouge en 2025
- Marie-Josée Gauvin (La Gang Du Matin, La Compil WE)
- Pierre-François Legendre (La Gang Du Matin)
- Patrice Bélanger (La Gang Du Matin)
- Julie St-Pierre (Rouge au travail, Julie)
- Véronique Cloutier, (Véronique et les fantastiques)
- Christine Morency (Complètement Midi)
- Andrée-Anne Brunet (Rouge Au Travail, Fréquence Québec, Les Grands Slows)
- Benoît Gagnon, (La Compil, En Mode Party)
- Denis Fortin (La Compil WE, Vos Hits Du Weekend)
- Bérénice Tardif (La Gang Du Weekend)
- Marc-Antoine Berthiaume (En Mode Party, La Compil Du dimanche)
- Philippe Pépin (Le Fil Musical)
- Géraldine Lamarche (Remplacements dans diverses émissions du réseau)
- Pierre Hébert (Complètement Midi)